# Bartosz Frątczak

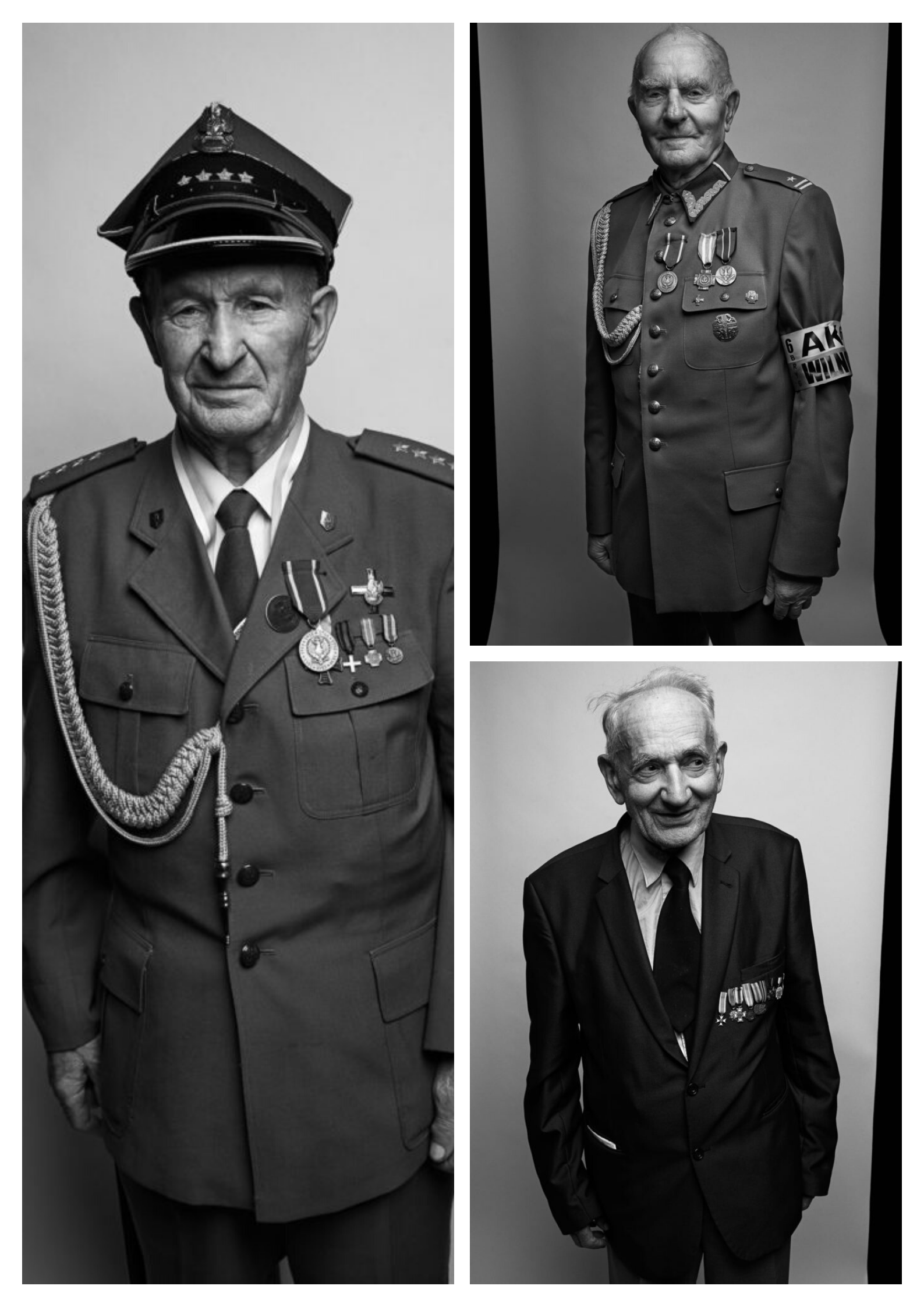
2019: „Ostatni świadkowie. Portrety bohaterów II wojny światowej”

Bartosz Frątczak (ur. 8 września 1987 w Stargardzie) – polski fotograf dokumentalny i artystyczny mieszkający na Litwie. Od 13 grudnia 2023 roku członek Związku Polskich Artystów Fotografików.  Od 2024 także prezenter telewizyjny w TVP Wilno, gdzie prowadzi poranny program na żywo  „Wilno na dzień dobry" oraz magazyn książkowy „Strona po Stronie". 

## Życiorys
Absolwent Wydziału Filozofii oraz Edukacji na Uniwersytecie Szczecińskim. W 2014 przeniósł się na Litwę, gdzie pracował, m.in. jako reporter portalu internetowego Wilnoteka.lt oraz bibliotekarz w Instytucie Polskim w Wilnie.
W latach 2014–2018 dokumentował znikające ślady kultury żydowskiej na ziemiach litewskich, a także portretował ocalonych oraz rodziny osób ratujących Żydów. W latach 2017–2019 portretował polskich żołnierzy, ostatnich żyjących uczestników i świadków wydarzeń czasów II wojny światowej. W latach 2016–2020 portretował Wilno i zgłębiał prace fotografów Jana Bułhaka, Józefa Czechowicza oraz Stanisława Filiberta Fleury'ego. W latach 2018–2020 fotografował także polskie zespoły folklorystyczne na Litwie. W 2021 roku zaprezentował wystawę „Solecznicki kraj z bliska” nad którą pracował od 2015 roku, prezentującą wyjątkowe i najbardziej atrakcyjne zabytki architektury, które odzwierciedlają krajobraz kulturowy rejonu solecznickiego: kościoły i kapliczki rejonu, ruiny zabudowań Republiki Pawłowskiej, Pałac Balińskich i Śniadeckich w Jaszunach, tajemniczy klasztor w Norwiliszkach i inne. Również w 2021 roku zaprezentował wystawę zbiorową pod tym samym tytułem, która była wynikiem warsztatów, które fotograf prowadził w Solecznikach.
W 2022 roku na zlecenie Instytutu Polskiego w Wilnie pracował nad wystawą portretów tłumaczy polskiej literatury „Z cienia“, na której uwiecznionych zostało 13 litewskich tłumaczy: Tomas Venclova, Irena Aleksaitė, Eugenijus Ališanka, Vytas Dekšnys, Almis Grybauskas, Vyturys Jarutis, Birutė Jonuškaitė, Regina Koženiauskienė, Mindaugas Kvietkauskas, Vidas Morkūnas, Kornelijus Platelis, Rimvydas Strielkūnas oraz Kazys Uscila która od czasu powstania została pokazana w wielu miejscach na Litwie, m.in.: Ambasadzie Rzeczypospolitej Polskiej w Wilnie, Uniwersytecie Wileńskim, Litewskim Instytucie Literatury i Folkloru, Druskiennikach, Taurogach czy Rudaminie.
W 2023 roku zaangażował się w projekt pt. „Verba-rze” (z lit. verba – palma), który ukazuje tradycję wyplatania wileńskich palm, sztuki przekazywanej przez pokolenia palmiarek zamieszkujących miejscowości znajdujące się na północny zachód od Wilna, a także z innych regionów Wileńszczyzny.  Na wystawę prezentowaną w galerii „Židinys“ złożyły się fotografie Bartosza Frątczaka oraz instalacje artystyczne z wykorzystaniem palm wileńskich autorstwa wielu artystów ludowych. Projekt jest częścią starań, aby w 2025 roku palmy wileńskie zostały wpisane na listę niematerialnego dziedzictwa kulturowego UNESCO.
Dokumentuje życie codzienne Polaków mieszkających na Litwie, ważniejsze wydarzenia kulturalne m.in. Festiwal Folklorystyczny "Pieśń znad Sołczy", Międzynarodowy Festiwal MONOWschód. Pracuje nad dokumentacją kultu maryjnego wileńskiego święta "Opiek" oraz pielgrzymek do Ostrej Bramy.
Jego prace były prezentowane w takich instytucjach, jak Muzeum Narodowe - Pałac Wielkich Książąt Litewskich, Muzeum Historii Żydowskiej im. Gaona w Wilnie, Narodowy Teatr Dramatyczny w Kownie, Dom Kultury Polskiej w Wilnie, Wileńskie Centrum Duchowości, galeria Fojė w Pałacu Kultury w Trokach oraz Centrum Kultury w Solecznikach. Zostały one również opublikowane w książce „Tak teraz postępują uczciwi ludzie… Polacy z Wileńszczyzny ratujący Żydów”, wydanej w 2019 roku przez Instytut Polski w Wilnie.
Nominowany do nagrody Grand Press Photo 2021 w dwóch kategoriach — za projekt dokumentalny „Dos Togbukh” oraz w kategorii „ludzie” za zdjęcie mężczyzny skaczącego przez ogień w Noc Kupały w Rumszyszkach. W 2021 roku za zdjęcie pojedyncze znalazł się w finale konkursu litewskiej fotografii prasowej, a w 2022 roku został nominowany w kategoriach życie codzienne i projekt długoterminowy.
Jego zdjęcia były publikowane w polskich i litewskich gazetach i czasopismach, m.in. w miesięczniku „Teatr", „Žmonės", „Moteris" i in.

## Najważniejsze projekty i wystawy
- 2024: Wystawa indywidualna „Wilno. Śladami polskich fotografów: Józefa Czechowicza, Stanisława Filiberta Fleury’ego oraz Jana Bułhaka”[16]
- 2024: Wystawa indywidualna „Verba-rze” wraz z instalacjami z palm wileńskich w wykonaniu innych twórców[17][18]
- 2023: Wystawa indywidualna „Nieistniejące” lit. (Ne)Būtis wraz z fotografiami z cyklu „Dos Togbukh"[19][20]
- 2022: Wystawa indywidualna „Z cienia“, we współpracy z Instytutem Polskim w Wilnie[21][22]
- 2022: Udział w filmie dokumentalnym „Cena Wyzwolenia”, reż. Paweł Domański[23]
- 2022: Wystawa zbiorowa „Litewska fotografia prasowa 2022”[24]
- 2021: Wystawa indywidualna „Solecznicki kraj z bliska”[25]
- 2021: Wystawa zbiorowa „Solecznicki kraj z bliska”[26]
- 2021: Wystawa zbiorowa „Grand Press Photo 2021”[27]
- 2021: Wystawa zbiorowa „Litewska fotografia prasowa 2021”
- 2020: Wystawa indywidualna „Widok przez zamknięte oczy. Szkice kresowe”[28]
- 2020: Wystawa indywidualna „U stóp Matki. Opieki Matki Boskiej Ostrobramskiej”[29]
- 2020: Wystawa indywidualna „Zespoły ludowe Centrum Kultury w Solecznikach”[30]
- 2020: Wystawa indywidualna „Niewidoczna przestrzeń”[31]
- 2020: Wystawa indywidualna „Miasto. Sto razy Folk”[32][33][34]
- 2018/19: Zdjęcia do książki „Tak teraz postępują uczciwi ludzie... Polacy z Wileńszczyzny ratujący Żydów" (wyd. Instytut Polski w Wilnie, Wilno 2019, ISBN 978-609-95108-2-8)[35][36]
- 2019: Wystawa indywidualna „Ostatni świadkowie. Portrety bohaterów II wojny światowej”[37][38]
- 2018: Wystawa zbiorowa: Twarze różnorodności (Įvairovės veidai)[39]
- 2018: Wystawa indywidualna „Nie-istnienie” („Ne-Būtis„)[40][41]
- 2018: Wystawa indywidualna „Bliżej emocji”[42]
- 2014: Wystawa indywidualna „Bez maski”[43]